# Федерація шахів Азербайджану
Федерація шахів Азербайджану (азерб. Azərbaycan Şaxmat Federasiyası) — організація, що займається проведенням змагань з шахів на території Азербайджану. Була заснована в 1992 році.

## З історії шахів в Азербайджані
Перші джерела про існування шахів в Азербайджані датуються VI століттям. З поеми відомого азербайджанського поета кінця XIII, почала XIV ст-ів Г.Тебріза — «Мехр і Муштері» стає зрозумілим, що гра в шахи була відома на території Азербайджану ще до поширення тут ісламу. Відомий радянський дослідник історії шахів Ісаак Ліндер стверджує, що шахи в стародавню Русь були принесені з Азербайджану в VIII-IX вв.
Стрімкого розвитку на території Азербайджану гра в шахи отримала лише в IX ст. Одним з найсильніших шахістів Азербайджану свого часу був Джалаледдін Нахчивані.

## Шахи і азербайджанська література
Шахи займали особливе місце і в азербайджанській літературі. В опублікованій у 1963 році у Вісбадені, книзі «Красуня Мехсеті» німецький професор Мейер дає пояснення до рубаї про шахи створених поетесою Мехсеті Гянджеві.
Майстер слова XI-XII ст. Хагані Ширвані у своєму творі «Тахфетул-Ірагейн» говорить про те, що в шахах зв'язок тур дає можливість створення загрози, дуже небезпечним для супротивника. Шахові мотиви знайшли своє відображення в творах великого Нізамі Гянджеві. У всіх поемах, що входять в Хемсе (Пятеріцу), простежується часте звернення до гри в шахи. Гаджі Алі Тебрізі, що жив в XIV столітті, міг грати наосліп одночасно з чотирма гравцями. Він завоював звання першого шахіста, ставши переможцем серед всіх найсильніших шахістів не тільки в своїй країні, а й у всій імперії Теймурленга. Фізулі, в своїй поемі «Лейлі і Меджун», надаючи глибокий сенс побудови шахових фігур, порівнюючи Меджуна з собою говорить про те, що хоча Меджун і жив у більш ранній історичний період, але в світі любові він усього лише пішак, в той час як він (Фізулі) король, і попри те, що в шахах пішак стоїть попереду короля, вона все одно вважається пішаком і Меджун прийшов у світ раніше, всього лише пішак стоїть перед королем.

## Державна підтримка

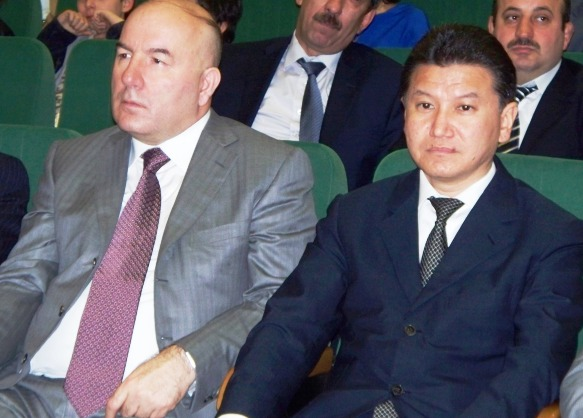
Президент федерації шахів Азербайджану Ельман Рустамов і президент ФІДЕ Кірсан Ілюмжинов

5 травня 2009, Президент Азербайджану, глава НОК республіки Ільхам Алієв підписав указ про Державну підтримку шахів. Держпрограма охоплює розвиток шахів в 2009–2014 рр.-х.

## Керівництво федерації
В 2002–2007 рр.-х. президентом федерації шахів Азербайджану була Айнур Софієва.
- Президент федерації — Ельман Рустамов
- Віце-президент — Фаік Гасанов
- Віце-президент — Махір Мамедов
- Секретар кваліфікаційної комісії — Віталій Сапронов
- Прес-секретар — Турал Бахишов